# William Link
William Theodore Link (Filadelfia, 15 dicembre 1933 – Los Angeles, 27 dicembre 2020) è stato uno scrittore e produttore televisivo statunitense che ha legato il suo nome al lavoro di Richard Levinson come autore di soggetti polizieschi per la televisione.

## Biografia
Nacque in Pennsylvania, figlio di Elsie Roerecke (1905-1998) e William Theodore Link (1903-1974), commerciante tessile. La madre di origine tedesche ugonotte. Link scoprì in età adulta di avere antenati ebrei da parte di padre. La nipote di Link, Amy, esaminò una valigia che venne lasciata al figlio di Link, trovata nell'attico, aperta nel 2011 e fu scoperto che conteneva documenti sulla famiglia e evidenziavano l'origine di Link durante la seconda guerra mondiale.  Link si diplomò alla University of Pennsylvania, Wharton School of Business prima di servire l'esercito United States Army dal 1956 al 1958.
William Link e Richard Levinson si conobbero il primo giorno di scuola superiore e iniziarono a scrivere assieme presto. Vendettero la loro prima storia breve, "Whistle While You Work," a Ellery Queen Mystery Magazine, che la pubblicò nel novembre del 1954. Crearono assieme e produssero serie televisive, come  Columbo, Mannix, Ellery Queen e La signora in giallo.
Collaborarono anche per film tv come The Gun, My Sweet Charlie, That Certain Summer, The Judge and Jake Wyler, The Execution of Private Slovik, Charlie Cobb: A Nice Night for a Hanging, e Blacke's Magic; l'ultimo con Hal Linden e Harry Morgan, fu sviluppato poi nella serie Blacke's Magic. Assieme scrissero anche The Hindenburg (1975) e Rollercoaster - Il grande brivido (1977). 
Tra le altre cose anche un episodio di The Alfred Hitchcock Hour dal titolo "Day of Reckoning" (prima TV 22 novembre 1962), basato sullo scritto di John Garden. Levinson e Link occasionalmente usarono lo pseudonimo "Ted Leighton," visibile negli accrediti di Ellery Queen: Don't Look Behind You (1971), riscritto da altri, e Colombo con storie scritte da altri collaboratori. 
Collabora con le pubblicazioni Ellery Queen's Mystery Magazine e Alfred Hitchcock's Mystery Magazine. 
Altre produzioni televisive furono The Cosby Mysteries (1994–95), con Bill Cosby, e la serie fantascientifica-poliziesca Probe, creata con Isaac Asimov.
Nel 1979, Levinson e Link ricevettero il premio speciale Edgar Award dalla Mystery Writers of America per il lavoro su Ellery Queen e Colombo. Vinsero tre volte il premio Edgar per Best TV Feature or MiniSeries Teleplay, e nel 1989 fu conferito il Ellery Queen Award, come miglior gruppo di scrittori di mistero. 
Dopo la morte improvvisa di Levinson nel 1987, William Link continuò a scrivere. Nel 1991, come tributo all'amico scomparso, scrisse la sceneggiatura del film Amici per sempre, con James Woods e John Lithgow.
Nel novembre 1995 vennero inseriti nella Television Academy Hall of Fame.
Nel 2002, fu nominato presidente della Mystery Writers of America, uno dei pochi come scrittore per la TV.
Nel 2010, la casa editrice Crippen & Landru pubblica la serie The Columbo Collection, racconti brevi scritti da Link sul personaggio di Colombo.
Link è morto nel dicembre 2020 a causa di un infarto all'età di 87 anni.
Il William Link Theatre presso la California State University di Long Beach gli è stato dedicato come tributo per le sue iniziative benefiche .